# 週期波
週期波為一連續且波形皆相同的波。
在物理學上，當波源對介質作連續且有規律的振動時，便會形成週期波。其中正弦波為最簡單的週期波。
只有機器才能製造週期波